# Luckow
Ne doit pas être confondu avec Lucknow.
Luckow est une commune de l'arrondissement de Poméranie-Occidentale-Greifswald, Land de Mecklembourg-Poméranie-Occidentale.

## Géographie
La commune est située le long de la frontière terrestre et maritime avec la Pologne, à 4 km de la lagune de Szczecin et du Neuwarper See (de), au nord de la lande (de) d'Ueckermünde.
Les quartiers sont Luckow, Christiansberg, Fraudenhorst, Rieth (de), Riether Stiege et l'île de Riether Werder dans le Neuwarper See.

## Histoire

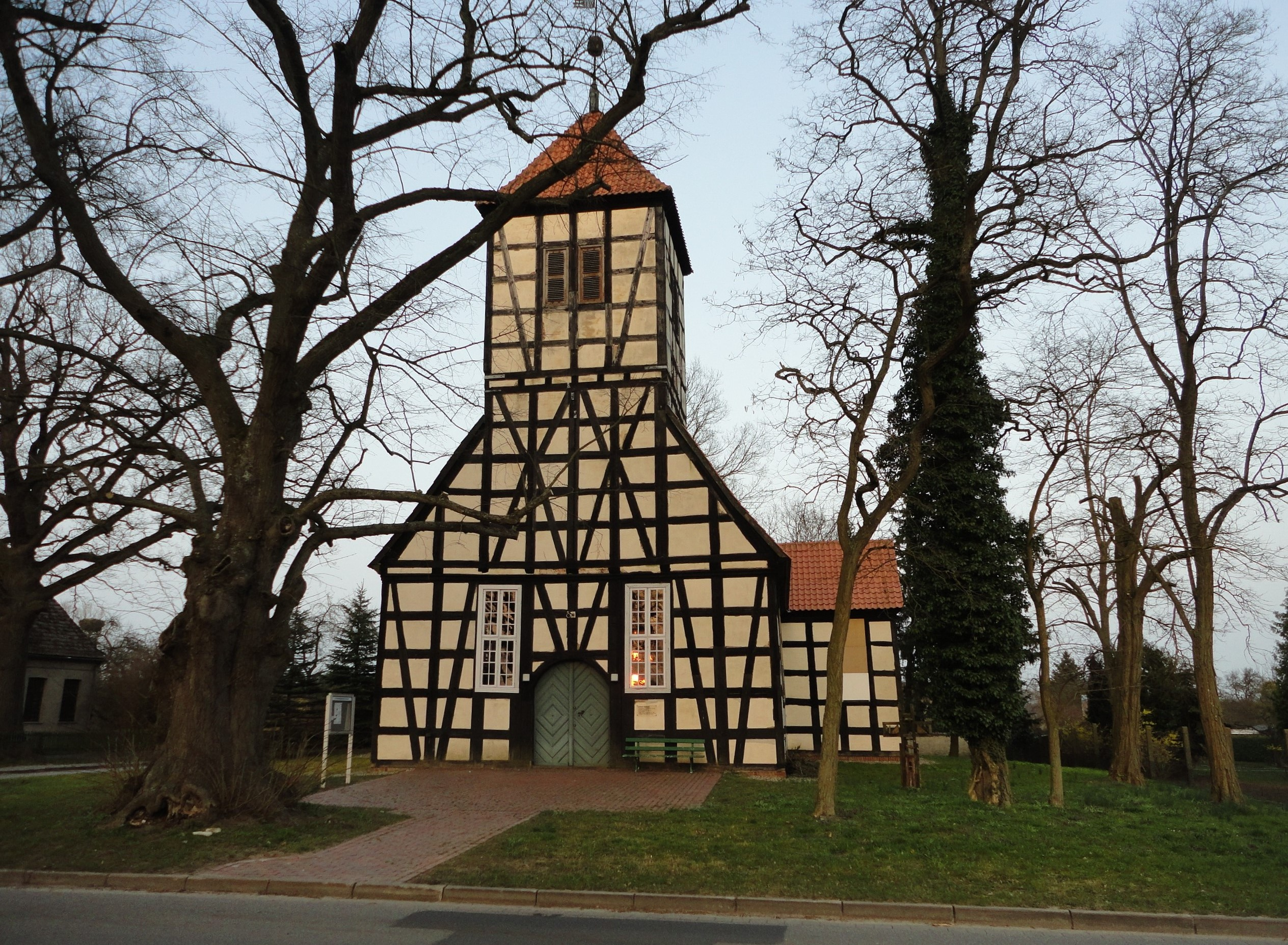
Église

Le village est créé par des Slaves. La première mention écrite date de 1260 sous le nom de "Luckowe" (en allemand : prairie). Le village de Mönkeberg, comme son nom l'indique, est créé par des moines d'Ueckermünde en 1290.
Jusqu'en 1782, la commune est la propriété de deux familles nobles, Bröcker et Muckerwitz. Christiansberg est fondé en 1822 par des journaliers.
En 1997, la commune de Rieth fusionne avec celle de Luckow.